# Jižní region (Moldavsko)
Jižní rozvojový region (rumunsky Regiunea de Dezvoltare Sud, zkratka RDS) je rozvojový region v Moldavsku, jehož součástí je 8 rajónů: Basarabeasca, Cahul, Cantemir, Căușeni, Cimișlia, Ștefan Vodă, Leova a Taraclia – představuje 24 % území Moldavska. Obyvatelé regionu tvoří 15 % celkového počtu obyvatel země. Sídelní infrastruktura se skládá z 10 měst bez statutu obce (včetně 8 okresních center) a 278 venkovských sídel sdružených do 177 obcí. Města regionu jsou Basarabeasca, Cahul, Cantemir, Căușeni, Căinari, Cimișlia, Leova, Iargara, Ștefan-Vodă a Taraclia. Největším městem regionu je Cahul.
V porovnání s ostatními rozvojovými regiony a průměry v celé zemi vykazuje Jižní rozvojový region nejnižší stupeň industrializace. Půda je jedním z hlavních přírodních zdrojů, přičemž zemědělská půda tvoří 74 % celkové rozlohy.

## Demografie

### Počet obyvatel
| 2011      | 2012      | 2013      |
| --------- | --------- | --------- |
| ▼ 540 756 | ▼ 538 946 | ▼ 537 182 |

### Populační statistiky
Hlavní demografické indikátory, 2013:
- Porodnost: ▲ 5 835 (10,9 na 1 000 obyvatel)
- Úmrtnost: ▼ 5 858 (10,9 na 1 000 obyvatel)
- Přirozený přírůstek: -23

## Administrativní dělení
Jižní rozvojový region zahrnuje:
- 8 okresů Moldavska
- 10 měst
- 278 vesnic (sdružené do 177 obcí)
- 22 % území Moldavska (7 379 km²)
- 16 % obyvatel Moldavska
- 5 % průmyslové produkce Moldavska
- 23 % zemědělské produkce Moldavska